# Earophila approximata
Earophila approximata är en fjärilsart som beskrevs av Barend J. Lempke 1950. Earophila approximata ingår i släktet Earophila och familjen mätare. Inga underarter finns listade i Catalogue of Life.